# Борок Валентина Михайлівна
Борок Валентина Михайлівна (9 липня 1931, Харків, Україна, СРСР; — 4 лютого 2004, Хайфа, Ізраїль) — радянський український математик у галузі диференціальних рівнянь.

## Біографія
Борок народилась в 1931 в Харкові в Україні. Її батько, Михайло Борок, хімік, вчений і фахівець в матеріалознавстві. Її мати, Белла Сігал, була відомим економістом. Високе положення її матері в Міністерстві економіки забезпечило їй привілейоване раннє дитинство. Але через політичну ситуацію, її мати добровільно пішла у відставку в 1937 році, сподіваючись, що це зробить їх безпечнішими. Вважається, що це допомогло родині Борок вижити під час Другої світової війни.
В 1949, році Борок почала вивчати математику в Київському державному університеті. У 1954 році вона закінчила університет і поступила в аспірантуру до Московського державного університеті. У 1957 році захистила кандидатську дисертацію під керівництвом Георгія Шилова про системи лінійних диференціальних рівнянь в часткових похідних з постійними коефіцієнтами. У 1960 році вона переїхала до Харківського державного університету. У 1970 році вона захистила докторську дисертацію. З 1983 по 1994 роки завідувала кафедрою математичного аналізу Харківського університету.
У 1994 році Борок захворіла і виїхала на лікування до Хайфи, Ізраїль. Померла у віці 72 років в 2004 році.
Її наукову справу продовжила донька Світлана Житомирська (1966 р.н.)